# Braunauge (Schmetterling)

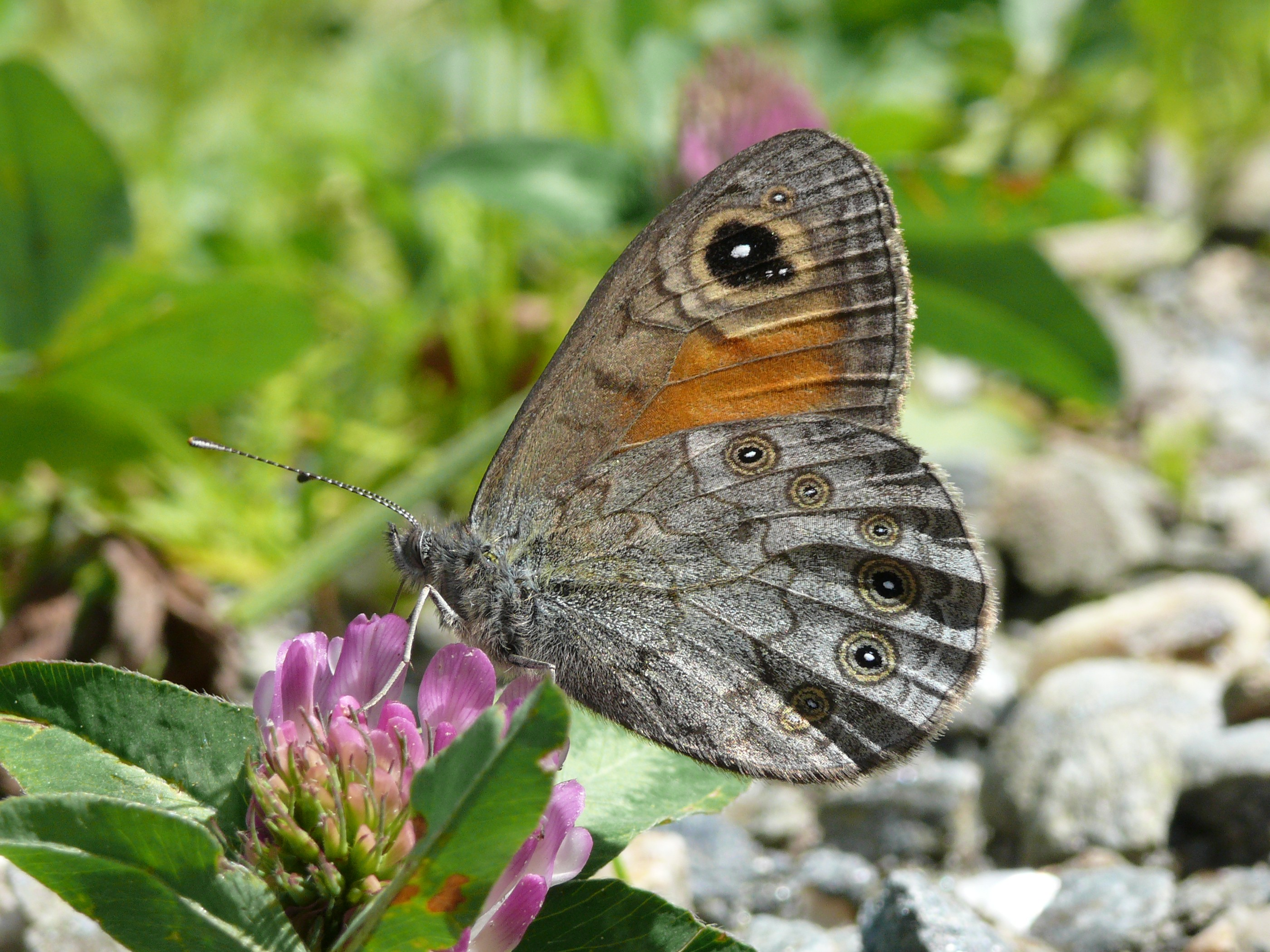
Flügelunterseiten eines Braunauge-Weibchens

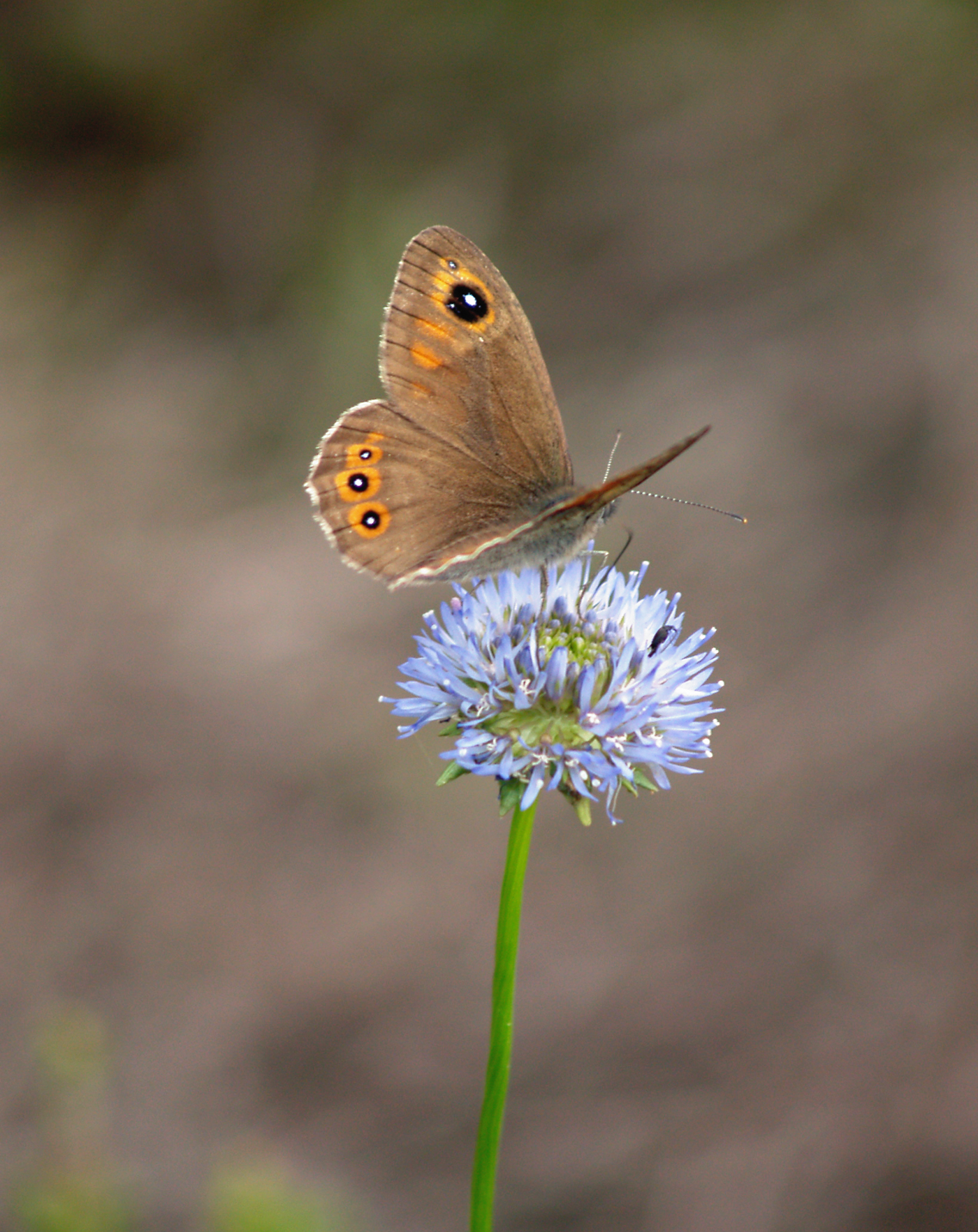
Im Habitat

Das Braunauge (Lasiommata maera) ist ein Schmetterling (Tagfalter) aus der Familie der Edelfalter (Nymphalidae).

## Merkmale
Die Falter erreichen eine Flügelspannweite von  37 bis 50 Millimetern. Die Falter werden etwas größer als der Mauerfuchs (Lasiommata megera) und haben auf der Oberseite der Flügel eine graubraune Grundfärbung. Auf den Vorderflügeln ist ein großer Teil orangebraun gefärbt, wobei ein dunkelbrauner Wisch dieses Feld trennt. In diesem orangen Feld findet sich in der Nähe der Flügelspitze ein meist doppelt weiß gekernter, schwarzer Fleck, dessen Umgebung etwas heller orange gefärbt ist. Auf den Hinterflügeln finden sich drei bis vier ebenfalls weiß gekernte, schwarze Flecken, die aber deutlich kleiner sind. Nur eng um diese herum sind die Hinterflügel orange gefärbt. Der am weitesten außen gelegene Fleck ist in erster Linie orange und hat in der Mitte nur einen winzigen gekernten Fleck. Die Unterseite der Vorderflügel sind ebenso wie beim Mauerfuchs gefärbt. Sie sind orangebraun und haben ebenfalls einen doppelt weiß gekernten, schwarzen Augenfleck. Auf den hellbraungrauen Hinterflügeln befinden sich in den Zellen 1c - 6 braune Augenflecke mit schwarzen und weißen Rändern und weißen Kernen.
Die Raupen werden ca. 28 Millimeter lang. Sie sind blaugrün gefärbt und haben am Rücken eine etwas dunkler gefärbte Linie, die zu beiden Seiten einen weißen Rand hat. Auf den Seiten finden sich auch je Seite zwei helle Längslinien.

### Ähnliche Arten
- Braunscheckauge (Lasiommata petropolitana)
- Mauerfuchs (Lasiommata megera)

## Verbreitung
Die Tiere kommen in Nordafrika, fast ganz Europa bis auf Teile des Nordens, bis in den Westen von Sibirien vor. In Afrika leben sie bis in 2.800 Metern Seehöhe, sonst je nach Region bis 2.000 Meter. Sie sind in den Mittelgebirgen und den Alpen nicht selten und kommen fast überall vor. In der Ebene sind sie selten und stark im Rückzug. Sie bewohnen Waldränder und -lichtungen, nährstoffarme, felsige und trockene Wiesen sowie Geröllfelder.

## Flugzeit
Die Tiere fliegen pro Jahr in zwei Generation von Ende April bis Juni und von Juni bis September. Im Norden und in kalten Gebieten fliegen sie nur in einer Generation von Mitte Juni bis Ende August, in Nordafrika soll es auch eine dritte Generation geben.

## Nahrung der Raupen
Die Raupen ernähren sich von Echtem Schaf-Schwingel (Festuca ovina), Landreitgras (Calamagrostis epigeios), Wolligem Honiggras (Holcus lanatus) und weiteren Süßgrasarten.

## Entwicklung
Die Weibchen legen ihre Eier einzeln an verdorrte Grashalme. Die Tiere verpuppen sich besonders gerne auf überhängenden Felsen in einer olivgrün bis fast schwarzen, sehr schlanken Puppe. Diese hat am Rücken einen Kamm und dahinter acht weiße Punkte. Die Tiere der zweiten Generation überwintern als Raupe.